# Jean-Baptiste Muiron
Jean-Baptiste Muiron (10 de enero de 1774-15 de noviembre de 1796) fue uno de los ayudantes de campo del general Napoleón Bonaparte. Ambos eran artilleros y se habían conocido en el sitio de Tolón, forjando una gran amistad.
Jefe de batallón a los 20 años, coronel al año siguiente, compartió la buena suerte de Napoleón. Está a su lado en la Insurrección realista del 13 Vendimiario del año IV, y le sigue asimismo durante la Campaña de Italia de 1796-1797.
El 15 de noviembre de 1796, en la batalla del puente de Arcole, Bonaparte carga a la cabeza de sus tropas. Un austríaco le apunta, pero Muiron se da cuenta y se sacrifica interponiéndose entre el mosquete y Napoleón. La bala que recibe el coronel Muiron le es fatal.
Napoleón no lo olvidará jamás. Convertido en Primer cónsul y más tarde en Primer Emperador, Bonaparte protegerá la familia de Muiron y le dará el nombre de La Muiron a una fragata.